# Aeroporto di Rodi-Marizza
L'aeroporto di Rodi-Marizza, Maritsa o Maritza (dal nome del villaggio vicino) è un aeroporto militare costruito durante l'occupazione Italiana delle isole, e usato nel dopoguerra come principale aeroporto civile fino al 1977, anno in cui fu aperto al traffico il nuovo aeroporto di Rodi-Diagoras. Oggi è un aeroporto militare usato dalla Polemikí Aeroporía, l'aeronautica militare greca.

## Storia
Con l'acquisizione, nel 1912, da parte del Regno d'Italia delle Isole italiane dell'Egeo, costituenti la Provincia di Rodi (conosciute anche come Dodecaneso), la necessità di avere un collegamento sempre più veloce si affidò anche all'evoluzione dell'aviazione. Fu inoltre ritenuto necessario realizzare adeguate strutture militari in grado di accogliere reparti aeronautici con cui gestire missioni di ricognizione aerea del territorio. In questo contesto le autorità militari indicarono idoneo un appezzamento di terreno situato a nord del villaggio di Maritsa, nell'isola di Rodi, che indicarono con la codifica aeroporto 801.
In seguito alla scomparsa in mare del Dornier Wal marche I-AZEE della compagnia aerea Aero Espresso Italiana, velivolo ai comandi del pilota Giorgio Pessi, Asso dell'aviazione italiana durante la prima guerra mondiale, l'aeroporto fu intitolato a "G. Pessi Parvis" (Giuliano Parvis era lo pseudonimo che Pessi, triestino austro-ungarico, assunse dopo essersi arruolato nel Regio Esercito).
Al 10 giugno 1940 era presente il 39º Stormo Bombardamento Terrestre del Col. Cesare Mari con il LVI Gruppo del Ten. Col. Uboldo Puccio con la 222ª e 223ª Squadriglia con 5 S.M.81 ognuna e la 163ª Squadriglia Autonoma Caccia Terrestre con 11 Fiat C.R.32 per l'Aeronautica dell'Egeo - AEGE.
La notte del 21-22 giugno successivo 6 aerei del gruppo al comando del Ten. Col. Puccio bombardano il porto di Alessandria d'Egitto.
Al 15 luglio arriva anche il XCII Gruppo del Maggiore Andrea Festa con la 200ª e 201ª Squadriglia che portano a 30 il numero degli SM 81 di cui 18 operativi.
Il 19 luglio nell'ambito della Battaglia di Capo Spada partecipano 6 S.M.81 del 39º Stormo del Col. Mari.
Durante la seconda guerra mondiale a Marizza era presente:
- il 30º Stormo da bombardamento con 12 aerei;
- un nucleo di 40 caccia, di cui solo 30 bellicamente efficienti, costituito prevalentemente da C.R.42 e G.50 con solo sei M.C.202. I piloti erano solamente 20;
- una squadriglia adibita al trasporto equipaggiata con quattro S.M.81 e un S.M.75.

Nel dopoguerra, con l'avvento dell'aviazione civile e dei voli di linea, l'aeroporto venne usato da compagnie aeree per collegare l'isola al continente.